# 7343 Окегем
7343 Окегем (7343 Ockeghem) — астероїд головного поясу, відкритий 4 квітня 1992 року.
Тіссеранів параметр щодо Юпітера — 3,655.